# ぼくらチャレンジャー
『ぼくらチャレンジャー』は、1975年4月10日から1976年3月18日までNHK総合テレビジョンで放送された、子供向けのクイズバラエティ番組である。全43回。

## 概要
『チャンスだピンチだ』『あなたに挑戦!』に続く、一般小学生参加のクイズ番組シリーズ第3弾。当番組は『チャンスだピンチだ』以来の2チーム（1チーム7名）対抗形式となっている。また9面マルチスクリーンを使ったクイズや、ゲストのコーナーは『あなたに挑戦!』から継承したが、新たにゴーカートを使ったレースゲームが登場した。

## 放送時間
- 本放送：木曜18:05 - 18:30
なお児童向けドラマ（主に海外作品）などで時々休止になる事が有り、特に8月は夏休み特別編成のため、1回も放送されなかった。
- 再放送：金曜17:05 - 17:30
大相撲中継の時には休止。

### 予定変更
- 1975年2月19日放送予定分は、同年2月17日に『国会中継』（衆議院予算委員会"ロッキード事件"証人尋問）が18:50まで放送された関係上、『少年ドラマシリーズ アケミの門出』の2月17日放送分と2月18日放送分がそれぞれ1日ずれたため、当番組は休止、そして予定回は2月20日の17:05 - 17:30に回された（再放送枠なのでこの回の再放送はなし）

## オープニング口上
「頭を使って考えよう!」「体全部で考えよう!」「ぼくら」「チャレンジャー!!」
- 「チャレンジャー!!」は一貫して参加小学生が言っていたが、当初は「頭を〜」から「ぼくら」までは吉田アナが言い、後に吉田アナ→こう太→ふく太という順序で言う様に代わった。

## 出演者

### 司会
- 吉田広（アナウンサー）

### レギュラー
- 春風こうた・ふくた
こうたは画面向かって左のチームのキャプテン、ふくたは同じく右のチームのキャプテンを務めた。その際、こうたは青、ふくたは黄色のそれぞれのチームカラーのトレーナーを着ていた。
- 村野奈々美
- 後藤さゆり

## ゲスト
- 石橋エータロー（5月1日出演）
- 海老一染之助・染太郎（7月24日出演）
- 杉山弘之・杉山輝行（9月4日出演。シャボン玉研究家兄弟。）
- 林家正楽（9月24日出演）
- マンガ太郎（12月11日出演。イラストレーター）
- 木乃美光（11月27日・12月10日・2月16日・最終回に出演。クイズ構成家）

ほか

## 各コーナー

### マルチコーナー
- 9面マルチスクリーンを使った、なぞなぞ系クイズに挑戦する。

### ゲストコーナー
- 毎回各分野のエキスパートのゲストが登場し、芸などを披露する一方、そのゲストに関するクイズが出される。

### ゲームコーナー
- 各チームから選ばれた5名が、ゴーカートレースに挑戦する。
- なお、コースの途中には「ハラハラランプ」なるランプが吊り下げられており、そのランプに体やカートがちょっとでも触れるとランプが点灯、そしてラストに、その回数分だけ点数を減点させられる。